# دايفيد سارنوف
دايفيد سارنوف (بالروسية: Сарнов, Давид)‏ (و. 1891 – 1971 م) هو رائد أعمال من الولايات المتحدة، والإمبراطورية الروسية، توفي في مانهاتن، عن عمر يناهز 80 عاماً.

## مناصب
تولى منصب رئيس ‏، Radio Corporation of America ‏ (منذ 1930).

## جوائز
حصل على جوائز منها:
- جائزة الحرية
- IEEE David Sarnoff Award [الإنجليزية]‏
- ميدالية المؤسسين لمعهد مهندسي الكهرباء والإلكترونيات [الإنجليزية]‏

## روابط خارجية
- دايفيد سارنوف على موقع الموسوعة البريطانية (الإنجليزية)
- دايفيد سارنوف على موقع مونزينجر (الألمانية)
- دايفيد سارنوف على موقع إن إن دي بي (الإنجليزية)
- دايفيد سارنوف على موقع ديسكوغز (الإنجليزية)